# Gandu (Bogorejo)
Gandu is een bestuurslaag in het regentschap Blora van de provincie Midden-Java, Indonesië. Gandu telt 1759 inwoners (volkstelling 2010).